# Abu Afak
Abu Afak (Arabisch: أبو عفك, gestorven ca. 624) was een Joodse dichter die leefde in de Hijaz, in het huidige Saoedi-Arabië. Abu Afak bekeerde zich niet tot de islam en was een tegenstander van Mohammed. Abu 'Afak schreef een gedicht over Mohammed en zijn volgers. Naar verluidt riep Mohammed toen op tot de moord op Abu Afak die werd gepleegd door Salim ibn Umayr.
Volgens de historicus Ibn Ishaq schreef Abu Afak het gedicht om zijn ongenoegen te tonen met de moord op al-Harith bin Suwayd.
Volgens de biografen Ibn Sa'd en Waqidi vond de moord plaats toen hij buiten aan het slapen was. Hij was toen 120 jaar oud. Volgens Ibn Sa'd had hij ook mensen opgehitst tegen Mohammed.